# Sant’Omobono Terme
Sant'Omobono Terme (lombardul: Sant Imbù) település Olaszországban, Lombardia régióban, Bergamo megyében. Lakosainak száma 3874 fő (2023. január 1.). Sant’Omobono Terme Bedulita, Corna Imagna, Val Brembilla, Roncola, Carenno, Berbenno, Costa Valle Imagna, Rota d’Imagna, Erve, Brumano és Lecco községekkel határos.

## Népesség
A település lakossága az elmúlt években az alábbi módon változott:
| Lakosok száma | 3942 | 3940 | 3874 |
|               | 2017 | 2018 | 2023 |